# Aplomya poultoni
Aplomya poultoni is een vliegensoort uit de familie van de sluipvliegen (Tachinidae). De wetenschappelijke naam van de soort is voor het eerst gepubliceerd in 1922 door Joseph Villeneuve de Janti.
De soort komt voor in Nigeria, Kenia en Zuid-Afrika.
De soort parasiteert op de rupsen van Azanus moriqua. 